# Tatjana Lebedjeva (alpska smučarka)
Tatjana Lebedjeva (rusko Татьяна Лебедева), ruska alpska smučarka, * 17. avgust 1977, Kijev.
Nastopila je na Olimpijskih igrah 1992, kjer je zasedla osemnajsto mesto v kombinaciji, devetnajsto v smuku in 28. v superveleslalomu. V dveh nastopih na svetovnih prvenstvih je bila štirinajsta v smuku, osemnajsta in 28. v superveleslalom ter 34. v veleslalomu. V svetovnem pokalu je tekmovala šest sezon med letoma 1991 in 1996 ter dosegla eno uvrstitev na stopničke v superveleslalomu. V skupnem seštevku svetovnega pokala je bila najvišje na 26. mestu leta 1993, ko je bila tudi trinajsta v superveleslalomskem in sedemnajsta v smukaškem seštevku.